# Edas Butvilas
Edas Butvilas (ur. 23 lipca 2004 w Kłajpedzie) – litewski tenisista.

## Kariera tenisowa
w 2021 zadebiutował w cyklu ITF Men’s Circuit, a w 2022 w turnieju głównym ATP Challenger Tour.
Startując w rozgrywkach juniorów, Edas Butvilas w 2021 roku wygrał Wimbledon w grze podwójnej chłopców, grając w parze z Alejandro Manzanerą Pertusą. W kolejnym sezonie ponownie zwyciężył w turnieju gry podwójnej, tym razem podczas French Open, gdzie grał z Milim Poljičakiem.
W rankingu gry pojedynczej najwyżej był na 688. miejscu (26 czerwca 2023), a w zestawieniu gry podwójnej na 588. miejscu (12 czerwca 2023).

### Finały juniorskich turniejów wielkoszlemowych

#### Gra podwójna (2–0)
| Końcowy wynik | Nr | Data           | Turniej            | Nawierzchnia | Partner                     | Przeciwnicy                      | Wynik finału |
| ------------- | -- | -------------- | ------------------ | ------------ | --------------------------- | -------------------------------- | ------------ |
| Zwycięzca     | 1. | 11 lipca 2021  | Wimbledon, Londyn  | Trawiasta    | Alejandro Manzanera Pertusa | Daniel Rincón Abedallah Shelbayh | 6:3, 6:4     |
| Zwycięzca     | 2. | 4 czerwca 2022 | French Open, Paryż | Ceglana      | Mili Poljičak               | Gonzalo Bueno Ignacio Buse       | 6:4, 6:0     |